# Szittyófélék
A szittyófélék (Juncaceae) a perjevirágúak (Poales) rendjébe tartozó növénycsalád. Nyolc nemzetség kb. 400 faja tartozik ide.

## Származásuk, elterjedésük
A családot a liliomfélék leegyszerűsödött virágú leszármazottainak tartották, valójában a hozzájuk legközelebb álló palkafélékkel (Cyperaceae) együtt a redukált virágú egyszikűek egyik fő leszármazási vonalát adják.
A nyolc nemzetségből hat a déli féltekén honos; az északi félgömbön csak a szittyó (Juncus) és a perjeszittyó (Luzula) nemzetség terjedt el; mindkettőnek több faja a Kárpát-medencében is közönséges. A trópusokon csak magashegységekben fordulnak elő.

## Megjelenésük, felépítésük
A szittyófélék és a palkafélék közös eredetét az rbcL-szekvencia mellett a merev szár, a három sorban álló, levéllemezre és -hüvelyre tagolódó levelek, a kalcium-oxalát rafidkristályok hiánya, a mikropilék hasonlósága és a kromoszómamorfológia is igazolja. A szittyófélék kör keresztmetszetű, a felálló, el nem ágazó (nódusz nélküli) palkaszár aljáról növő levélhüvelyeik nyitottak. Leveleik szálasak, hengeresek vagy pikkelyszerűek, két vagy három sorban állnak.
Az apró, jelentéktelen virágok aktinomorfak, öt háromtagú örv alkotja őket. Két egyforma lepelkörük hártyás, barna, zöld, néha fehéres színű, esetenként szőrszerű képződménnyé redukált. A virágok ecsetvirágzattá (nem egyforma hosszú kocsányú virágokból álló bogernyővé) állnak össze. A virágokban nincs mézfejtő, tehát nem termelnek nektárt. Endospermiumuk a liliomvirágúakétól eltérően keményítőt tartalmaz. A szittyók háromüregű magháza sok magkezdeményt tartalmaz, a perjeszittyók együregű magháza csak kettőt.
Termésük nem húsos toktermés.
Több fajuk felületesen a perjefélékre (Poaceae) emlékeztet. Többségük évelő lágy szárú növény, de vannak köztük egyéves növények és örökzöld, fás szárú cserjék is. A trópusi hegységektől a mérsékelt és hideg éghajlatokig megtalálhatók képviselőik.

## Életmódjuk, élőhelyük
A szittyó (Juncus) nemzetség fajai nedves termőhelyeken élnek, a perjeszittyók (Luzula) inkább az erdőkben. Sűrű gyepeket alkotnak; gyakran rizómával vagy tarackkal terjednek.
Virágaikat a szél porozza be.
Magyarországi fajok:
- Békaszittyó (Juncus effusus)
- Fehér perjeszittyó (Luzula luzuloides)
- Mezei perjeszittyó (Luzula campestris)

## Fordítás
- Ez a szócikk részben vagy egészben  a   Juncaceae című angol Wikipédia-szócikk ezen változatának fordításán alapul.  Az eredeti cikk szerkesztőit annak laptörténete sorolja fel. Ez a jelzés csupán a megfogalmazás eredetét és a szerzői jogokat jelzi, nem szolgál a cikkben szereplő információk forrásmegjelöléseként.